# Pandanus pseudofoetidus
Pandanus pseudofoetidus är en enhjärtbladig växtart som beskrevs av Ugolino Martelli. Pandanus pseudofoetidus ingår i släktet Pandanus och familjen Pandanaceae.
Artens utbredningsområde är Bangladesh. Inga underarter finns listade.